# Midway (film fra 2019)
 For alternative betydninger, se Midway. (Se også artikler, som begynder med Midway)
Midway er en amerikansk krigsfilm baseret på historien bag angrebet på Pearl Harbor og der resulterende i Slaget om Midway under 2. verdenskrig. Filmen er fra 2019 og instrueret af Roland Emmerich.

## Medvirkende
- Ed Skrein – Løjtnant Richard "Dick" Best[5]
- Patrick Wilson – Løjtnant Edwin T. Layton[6]
- Luke Evans – Løjtnant Wade McClusky[7]
- Aaron Eckhart – Oberstløjtnant Jimmy Doolittle[8]
- Nick Jonas – Flymaskinistmester Bruno Gaido[8]
- Mandy Moore – Anne Best[9]
- Woody Harrelson – Admiral Chester Nimitz[9]
- Dennis Quaid – Viceadmiral William "Bull" Halsey[8]
- Darren Criss – Løjtnant Eugene Lindsey[10]
- Jake Weber – Konteradmiral Raymond Spruance
- Brennan Brown – Kommandørkaptajnen Joseph Rochefort
- Alexander Ludwig – Løjtnant Roy Pearce[11]
- Tadanobu Asano – Konteradmiral Tamon Yamaguchi[8]
- Keean Johnson – Flyradiochef James Murray
- Luke Kleintank – Løjtnant Clarence Earle Dickinson
- Jun Kunimura – Viceadmiral Chuichi Nagumo
- Etsushi Toyokawa – Admiral Isoroku Yamamoto
- Brandon Sklenar – Fenrik George Gay[12]
- James Carpinello – Løjtnant William Brockman
- Jake Manley – Fenrik Willie West[13]